# Guzmania membranacea
Espèce
Classification APG II (2003)
Guzmania membranacea est une espèce de plante de la famille des Bromeliaceae, endémique du Venezuela.

## Distribution
L'espèce est endémique de l'État de Sucre au Venezuela.